# Zaleptus popalus
Zaleptus popalus is een hooiwagen uit de familie Sclerosomatidae.